# Parendacustes javanus
Parendacustes javanus är en insektsart som beskrevs av Lucien Chopard 1924. Parendacustes javanus ingår i släktet Parendacustes och familjen syrsor. Inga underarter finns listade i Catalogue of Life.